# Hexoplon illuminum
Hexoplon illuminum là một loài bọ cánh cứng trong họ Cerambycidae.